# Calimnos

Mapa das ilhas em redor de Calimnos

Calimnos (em grego: Κάλυμνος; em italiano: Càlino; em turco: Kilimli ou Kelemez) é uma ilha do mar Egeu pertencente ao arquipélago do Dodecaneso, na Grécia, e também um município. Situa-se a oeste da península de Bodrum (a antiga Halicarnasso), entre as ilhas de Cós (a sul, à distância de 12 km) e Leros (a norte, a menos de 2 km): entre Calimnos e esta última há um conjunto de pequenos ilhéus.
Calimnos está distante de Rodes entre duas a cinco horas de navegação.

## História
Antigamente, formava com as ilhas de Leros, Telendos, Pserimos e Plati um grupo que Homero denomina Calydnas (Kalydnes). Nas moedas antigas, o seu nome surge como Kalumna (em latim: Calymna).
A ilha dependia de Cós, e por isso está fortemente ligada à sua história. Entre 1150 a.C. e 800-850 a.C., Calimnos foi colonizada pelos dórios e em menor parte pelos fenícios, embora tenha sido habitada em tempos pré-minoicos. A ilha sempre se manteve independente da Antiga Atenas, dado o seu afastamento do Peloponeso. Homero, que lhe chamava Kalydnes, afirma que fez parte dos estados que participaram na Guerra de Troia mediante o envio, junto com outras ilhas, de 30 barcos liderados por Fidipos e Antifanos. Segundo Diodoro Sículo, após a Guerra de Troia, quatro das naves de Agamemnon naufragaram na ilha. A tripulação instalou-se nela, construindo um assentamento na meseta de Calimnos em memória da sua pátria, Argos, que durante muito tempo foi a sua capital, sendo depois abandonada e reconstruída como a cidade que hoje é Pothia, então Pothaia (Pothea).
Durante as Guerras Médicas, a ilha foi ocupada pelos persas, até ser libertada com a ajuda da frota ateniense. Em 447 a.C. uniu-se à Confederação de Delos, Em 357 a.C. perdeu a sua liberdade ao ser submetida pelo rei Mausolo de Halicarnasso. Após quase 15 anos de revoltas, os rebeldes de Calimnos conseguiram a independência e voltou a converter-se em aliada de Atenas.
Na época clássica, a ilha mostrou um notável florescimento cultural, tendo como fiel reflexo disso as ruínas do Templo de Apolo Kalyndeou. Com o esplendor do Reino da Macedónia, Calimnos converteu-se em parte deste e a ilha começou a ser objeto de desejo pela sua valiosa posição estratégica.
Com a morte de Alexandre, o Grande, Ptolomeu I do Egito tomou todas as ilhas do Dodecaneso, incluindo Calimnos. Conquistada por Roma em 44 a.C., a ilha pertenceu à Província das Ilhas.
Em 2001, a ilha tinha 16 235 habitantes, pelo que era a terceira mais habitada do Dodecaneso, depois de Cós e de Rodes. É conhecida na Grécia pela riqueza de grande parte da sua população, e ocupa a posição de mais rica ilha do arquipélago, e uma das mais ricas da Grécia. O município de Calimnos inclui além da ilha homónima as ilhas de Pserimos (pop. 130), Telendos (54), Kalolimnos (20), Plati (2), e vários ilhéus desabitados, com uma área total de 134,54 km² e 16 441 habitantes.